# Eliahu Amiel
Eliahu Amiel (in ebraico אליהו עמיאל‎?; Alessandria d'Egitto, 13 giugno 1925 – 11 agosto 2001) è stato un cestista e allenatore di pallacanestro israeliano.

## Carriera
Con Israele ha partecipato alle Olimpiadi del 1952, segnando 6 punti nell'unica partita disputata.
Da allenatore ha guidato Israele ai Campionati europei del 1959.